# كيلي شوماخر
كيلي شوماخر (بالإنجليزية: Kelly Schumacher)‏ مواليد 14 أكتوبر 1977 في سينسيناتي، هي لاعبة كرة سلة كندية بدأت مسيرتها الاحترافية في سنة 2001. تم اختيارها من قبل فريق إنديانا فيفر خلال الدرافت. يبلغ طولها 6 قدم 4 بوصة (1.9 م). فازت بلقب دوري المحترفات.

## المسيرة الاحترافية
لعبت مع إنديانا فيفر من سنة 2001 إلى 2005، ثم لعبت مع نيويورك ليبرتي في سنة 2006، ثم لعبت مع فينيكس ميركوري في سنة 2007، ثم لعبت مع ديترويت شوك في موسم 2008–2009.

## روابط خارجية
- كيلي شوماخر على موقع الاتحاد الوطني لكرة السلة النسائية (الإنجليزية)
- كيلي شوماخر على موقع كرة السلة الأوروبية.كوم (الإنجليزية)
- كيلي شوماخر على موقع كلية كرة السلة في سبورتس رفرنس.كوم (الإنجليزية)
- كيلي شوماخر على موقع بروبوليرز (الإنجليزية)
- كيلي شوماخر على موقع سبورتس رفرنس (الإنجليزية)
- كيلي شوماخر على موقع سبورتس رفرنس (الإنجليزية)
- كيلي شوماخر على موقع الاتحاد الدولي beach volleyball database (الإنجليزية)
- كيلي شوماخر على موقع قاعدة بيانات الكرة الطائرة الشاطئية (الإنجليزية)